# ناتانیل برول
ناتانیل برول (Nathaniel Burwell) (زادهٔ ۱۵ آوریل ۱۷۵۰ – درگذشتهٔ ۲۹ مارس ۱۸۱۴)، سیاست‌مدار و مزرعه‌دار اهل ایالات متحده بود. احتمالاً برجسته‌ترین فرد از میان پنج مردی که ناتانیل برول نام داشتند و قبل از جنگ داخلی آمریکا (آنگونه که در ذیل برجسته شده) در مجلس عمومی ویرجینیا خدمت نمودند. ناتانیل برول در انتخابات مجلس نمایندگان ویرجینیا و کنوانسیون تصویب قانون اساسی ویرجینیا برنده شده و همچنین به عنوان ستوان شبه‌نظامی شهرستان جیمز سیتی خدمت کرد.

## زندگی شخصی
برول در ۱۵ آوریل ۱۷۵۰ در کارتر گروو در شهرستان جیمز سیتی، ویرجینیا زاده شد و فرزند لوسی لدویل گرایمس اولی و شوهر وی کارتر برول (۱۷۱۸ – ۱۷۵۶ میلادی) بود. او در نخستین خانواده‌های ویرجنیا به‌دنیا آمده و نام پدربزرگ پدری وی، ناتانیل برول (۱۶۸۰ – ۱۷۲۱ میلادی) بر او نهاده شد، پدربزرگ وی کشت کلان (مزرعه بزرگ) خانوادگی آنها را در شهرستان گلاستر به ارث برده بود، (این در حالی‌است که برادران کوچکتر وی پس از اینکه به سن قانونی رسیدند، زمین‌های را در شهرستان یورک و شهرستان همجوار، جیمز سیتی، به ارث بردند). پدر وی (پدر پدربزرگ این ناتانیل برول) لوئیس برول جد خانواده برول ویرجینیا بود و در مقامات بلند رتبه حکومتی خدمت می‌کرد تا اینکه دختر وی لوسی خواستگاری فرماندار استعماری را نپسندید و رد کرد. سه برادر زنده لوسی و همچنین چندین نوه و فرزندان نوه‌های وی پس از اینکه به سن قانونی رسیدند، در مجلس ایالتی ویرجینیا انتخاب شدند. پس از ازدواج با الیزابت کارتر از شهرستان میدلسکس در همان سالی که پدر وی درگذشت، ناتانیل برول بزرگتر در ۱۷۰۹ میلادی خانهٔ در فیرفیلد در آن سوی رود یورک ساخت. او می‌توانست با سایر نجیب‌زادگان ویرجینیا ائتلاف نموده و به عنوان نماینده جیمز تاون در مجلس عمومی ویرجینیا در ۱۷۱۰ – ۱۷۱۲ میلادی و به عنوان نماینده شهرستان گلاستر در مجلس عمومی در ۱۷۲۰ میلادی انتخاب گردد، اما قبل از جلسه ۱۷۲۲ در جریان خدمت در وظیفه درگذشت و جیلس کوک به‌جای وی انتخاب گردید.
هرچند بیوه ناتانیل بزرگتر دوباره با  جرج نیکولاس (۱۶۸۵ – ۱۷۳۴ میلادی) ازدواج نموده و شوهر جدیدش در راستای بزرگ کردن دو پسر و دو دختر وی همکاری نمود، اما پدر ثروتمند وی، رابرت «کینگ» کارتر (۱۶۶۳ – ۱۷۳۲ میلادی) حدود ۱۴۰۰ آکر زمین در منطقه مارتینز هندرید در انتهای شرقی شهرستان جیمز سیتی خریداری نموده و تعدادی از برده‌های آفریقایی را نیز خریداری نمود تا روی کشت کلان کار نمایند. فرزند ارشد ناتانیل سینیور به‌نام لوئیس برول (۱۷۱۰ – ۱۷۵۴ میلادی) کشت کلان (۵٬۰۸۰ آکر در ۱۷۳۲ میلادی) پدر خود در شهرستان گلاستر را به ارث برد. پسر کوچکتر وی کارتر برول پس از رسیدن به سن قانونی نه تنها اینکه میراث تا حدی کوچکتر که از پدربزرگ مادری (و کفیل وی تا زمان مرگ) خود به ارث برده بود، را به یک کشت کلان سودآور مبدل نموده (هنوز از برده استفاده می‌کرد) و از سلف خود کنترل آنرا در دست گرفت، بلکه حرفه سیاسی پدر خود را نیز دنبال نموده و در سال‌های ۱۷۴۲–۱۷۴۷، ۱۷۴۸–۱۷۴۹ و ۱۷۵۱–۱۷۵۵ (همراه با بنجامین والر، پس از اینکه پسرعموی وی لوئیس در ۱۷۴۴ میلادی درگذشت) به عنوان نماینده شهرستان جیمز سیتی در مجلس ایالتی ویرجینیا خدمت کرد و خانهٔ تاریخی (که حالا بخشی از کولونیل ویلیامزبرگ و ثبت ملی اماکن تاریخی است) را تأسیس نمود، جاییکه این ناتانیل در آن متولد شد. با این حال، همسر وی نیز در عمر جوانی بیوه شده و با ویلیام نیلسون (کسی که پس از درگذشت کینگ کارتر، کفالت نوه‌های وی را بر عهده گرفته و همچنین به عنوان عضو مجلس ایالتی ویرجینیا و بعدتر برای مدت کوتاهی به عنوان فرماندار مستعمره خدمت کرد) که همسر او نیز درگذشته بود، دوباره ازدواج کرد. ناتانیل در ۱۷۷۱ میلادی، پس از رسیدن به سن قانونی، به‌طور رسمی مالکیت املاک کارتر را گرفت. قبل از این زمان، ویلیام نیلسون به عنوان کفیل دومی که در نهایت ناپدری وی نیز شد، مسئولیت پیشبرد کشت‌های کلان را برعهده داشت و ناتانیل با پیروی از رسم خانواده ناتانیل در کالج ویلیام اند مری آموزش دید.
با پیروی از یک رسم دیگر خانواده، ناتانیل برول مدت کوتاهی پس از اینکه کنترل کشت‌های کلان میراثی خود را در دست گرفته بود، در ۲۸ نوامبر ۱۷۷۲ با سوسانا گرایمس (۱۷۵۲ – ۱۷۸۸ میلادی) ازدواج کرد. قبل از اینکه سوسانا در ۱۷۸۸ میلادی وفات نماید، آنها باهم هشت فرزند داشتند. برول سال بعد با لوسی پیج بایلور (۱۷۵۹ – ۱۸۴۳ میلادی) ازدواج نموده و این همسر وی نیز هشت فرزند دیگر به‌دنیا آورده و چندین دهه پس از درگذشت وی در قید حیات بود.

## حرفه سیاسی
برول در ۱۷۷۲ میلادی یک کرسی در محکمه شهرستان جیمز سیتی به‌دست آورده و دو سال بعد در کمیته مصونیت شهرستان شروع به خدمت کرد. او دوبار به‌طور مسلسل در انتخابات‌های ۱۷۷۸ و ۱۷۷۹ مجلس نمایندگان ویرجینیا برنده شده و همراه با ویلیام نورویل خدمت کرد. پس از یک وقفه، برول بار دیگر در انتخابات ۱۷۸۲ میلادی به عنوان نماینده انتخاب شد.
شش سال بعد در ۱۷۸۸ میلادی، رأی‌دهندگان شهرستان جیمز سیتی بار دیگر برول و رابرت اندروز را انتخاب نمودند تا در کنوانسیون تصویب قانون اساسی ویرجینیا که به‌منظور بررسی قانون اساسی پیشنهاد شده فدرال برگزار شده بود، از آنها نمایندگی نمایند. هرچند برول به‌طور فعالانه در مباحث شرکت نکرد، اما برای تصویب این قانون رأی داد.
قبل از آغاز جنگ، برول شبه‌نظامی محلی شهرستان جیمز سیتی را رهبری می‌کرد، اما پس از درگذشت همسرش در ۱۷۸۸ میلادی، او مدت زمان بیشتری را با ملک‌های میراثی پدر پدربزرگ مادری خود که در شهرستان فردریک، ویرجینیا و در نزدیکی دره شیناندوا و رود پوتوماک (که بعدها به منطقه مسکونی میلوود در شهرستان کلارک، ویرجینیا مبدل شد) واقع شده بود، سپری کرد. در اوایل، او تنها از مناطق نیمه‌کوهستانی در تابستان دیدار می‌کرد، اما با کمک همسایگان و ژنرال اسبق جنگ انقلاب آمریکا، دانیل مورگان، او در ۱۷۹۰ میلادی شروع به تأسیس اقامت‌گاه دائمی نمود. او نام این خانه جدید را که در حدود نیم مایل از دهکده (که به‌خاطر آسیاب‌اش شهرت داشت و جاییکه او ملکی را از ۱۷۸۵ میلادی به بعد برای تأسیس یک دباغ خانه اجاره کرده بود) فاصله داشت، کارتر هال گذاشت.

## مزرعه‌دار و مالک برده
علاوه بر بکارگیری برده برای پیشبرد کارها در املاک شخصی وی (شامل کارترز گروو)، این ناتانیل برول کفالت برادرزاده‌اش ناتانیل باکون برول (۱۷۵۹ – ۱۷۹۱) را نیز برعهده داشته و املاک معروف به کینگز کریک و ربع لایت‌فوت که این مرد جوان از پدر خود جیمز برول (عموی این ناتانیل) به ارث برده بود را مدیریت می‌کرد. برخی کشت‌های کلان دیگر (که در تمامی آنها از برده استفاده می‌شد) که در پنج مایلی کشت کلان کارتر گروو واقع شده بودند عبارت بودند از: کشت‌های کلان معروف به نیو کوارتر، فاسیس، بلاک سوا ماند آبراهامز؛ کشت کلان پسر عموی وی لوئیس برول در کنگزمال؛ کوارترهای همجوار شمالی و کوارترهای برای (a/ka/Uopia)؛ کشت کلان عموی وی به‌نام فیرفیلد در آن سوی رود یورک؛ و مزرعه‌های پسر عموی وی رابرت در جزیره شهرستان ویت در انتهای رود جیمز.
بنا بر وصیت کارتر برول، برده‌های وی تا زمانی که این ناتانیل به سن قانونی می‌رسید، باید به عنوان بخشی از املاک حفظ می‌شدند، هرچند برخی از برده‌های که از مان پیچ خریداری شده و در نیک آف لند زندگی می‌کردند در نهایت به مالکیت پسر جوانتر وی کارتر برول دوم (۱۷۵۴ – ۱۷۷۶ میلادی) درآمدند. برخی از دختران وی (از طریق شوهران خود) وصیت پدر خود را نادیده گرفتند و منازعه بر سر این ملک تا ۱۷۷۹ میلادی تسویه نگردید تا اینکه این ناتانیل تقریباً تمامی برده‌ها را با خود حفظ نموده و برخی برده‌های را که در کواتر نیک آف لند بودند، دوباره از شوهر یکی از خواهران خود خریداری نمود.